# Streptocephalus woottoni
Streptocephalus woottoni är en kräftdjursart som beskrevs av Eng, Belk och Bente Eriksen 1990. Streptocephalus woottoni ingår i släktet Streptocephalus och familjen Streptocephalidae. IUCN kategoriserar arten globalt som starkt hotad. Inga underarter finns listade i Catalogue of Life.